# Chiesa di Santa Maria dei Miracoli (Pianetto)
La chiesa di Santa Maria dei Miracoli è un edificio religioso di Pianetto, piccolo borgo medievale frazione di Galeata, comune italiano della provincia di Forlì-Cesena in Emilia-Romagna. La dedicazione originaria è a San Martino e la denominazione ufficiale è chiesa di San Martino in Pianetto. Tuttavia essa fu costruita per ricordare un evento miracoloso che sarebbe avvenuto nel 1497 e pertanto la dicitura più comune identifica la chiesa con l'immagine miracolosa e dunque la chiesa viene in genere definita di Santa Maria dei Miracoli.

## Storia
Negli Annali Camaldolesi padre Delfino racconta di aver visitato la casa di un certo Cione di Francesco, dove un'immagine della Madonna, dipinta su una tavola di  50x30 cm, era stata vista piangere e versare gocce simili al latte dalla mammella che allattava il Bambino. Il religioso constatò come l'immagine avesse ancora aderente al petto una bianca stilla di materia più densa. L'icona mariana divenne oggetto di culto anche per i miracoli che la gente testimoniava di ottenere. 

La casa di Cione era adiacente all'originaria chiesa di San Martino, che si trovava nella zona dell'attuale canonica, al lato nord del campanile, come si può ancora vedere da alcuni resti nell'abside. 

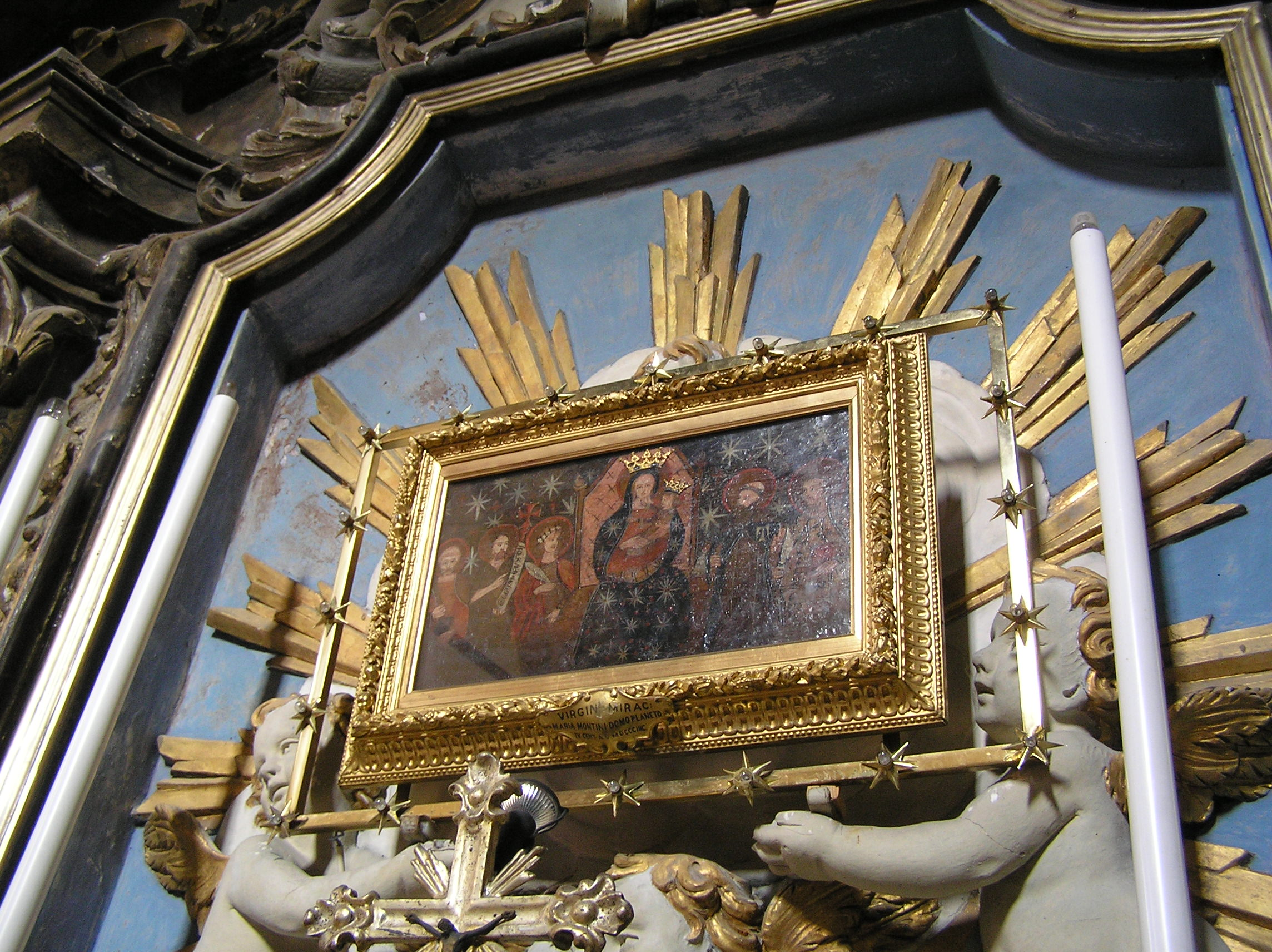
L'immagine miracolosa

Il 5 agosto 1497 il padre camaldolese Sebastiano Fabbri da Bagno di Romagna, abate di Sant'Ellero, venendo incontro alla richiesta della popolazione, decreta la costruzione di un santuario, che inglobi sia l'antica chiesa che l'abitazione del miracolo, intitolato a Santa Maria dei Miracoli, dove custodire la tavola dell'evento prodigioso. Contestualmente viene anche costruito il convento dei Padri Minori. A Pianetto si ricorda ogni anno quell'episodio con una festa tradizionale fissata all'8 settembre, giorno dedicato alla natività della Beata Vergine Maria.
Come soprintendenti per la costruzione dell'edificio vengono citati i nomi di Giovanni d'Andrea, Cristofano di Jacopo di Galeata, Cristofano di Biagio e mastro Ludovico di Mercatale, mentre per la messa in opera si parla di maestranze di Galeata attive anche a Firenze.
Fra il XIV e XV secolo viene costruito un tempietto interno per ospitare la sacra immagine, mentre le opere pittoriche presenti sugli altari laterali vengono realizzate fra il Cinquecento e il Settecento. Nel Seicento vengono anche decorate le lunette con episodi ad affresco della vita di San Francesco nel chiostro del convento, in buona parte perduti nel tempo.
Nel 1803 a seguito della soppressione dell'ordine dei padri conventuali voluta da Pietro Leopoldo il convento viene venduto a proprietari privati, che lo trasformano in abitazione e in locali a uso agricolo, Negli anni '80 del Novecento il comune di Galeata lo acquista e, dopo lavoro di ristrutturazione e restauro, vi colloca nel 2001 il Museo Civico archeologico Domenico Mambrini.

## Descrizione

### Esterno
La chiesa ha una facciata a capanna, sobria e semplice, realizzata in blocchi squadrati di pietra arenaria. Sul muro sono presenti delle iscrizioni che riguardano eventi della vita di Galeata, la più interessante ricorda il passaggio dei lanzichenecchi diretti a Roma nel 1527 e si trova a sinistra del portale. Questo, impostato su una serie di lievi strombature rettangolari, presentava due capitelli corinzi a coronamento delle lesene, rovinatisi nel tempo e una lunetta superiore. Al di sopra di essa si apre un oculo profilato leggermente fuori asse rispetto al portale. Lo stile classico è tipico dell'ambito rinascimentale in cui la chiesa si colloca.
Il campanile, posto dietro l'abside sulla destra, non è visibile dal fronte, ma si vede bene dal chiostro. Risale alla prima fase costruttiva del Cinquecento. All'interno è articolato in sei piani, i primi due in muratura, gli altri in impalcato ligneo.

### Interno

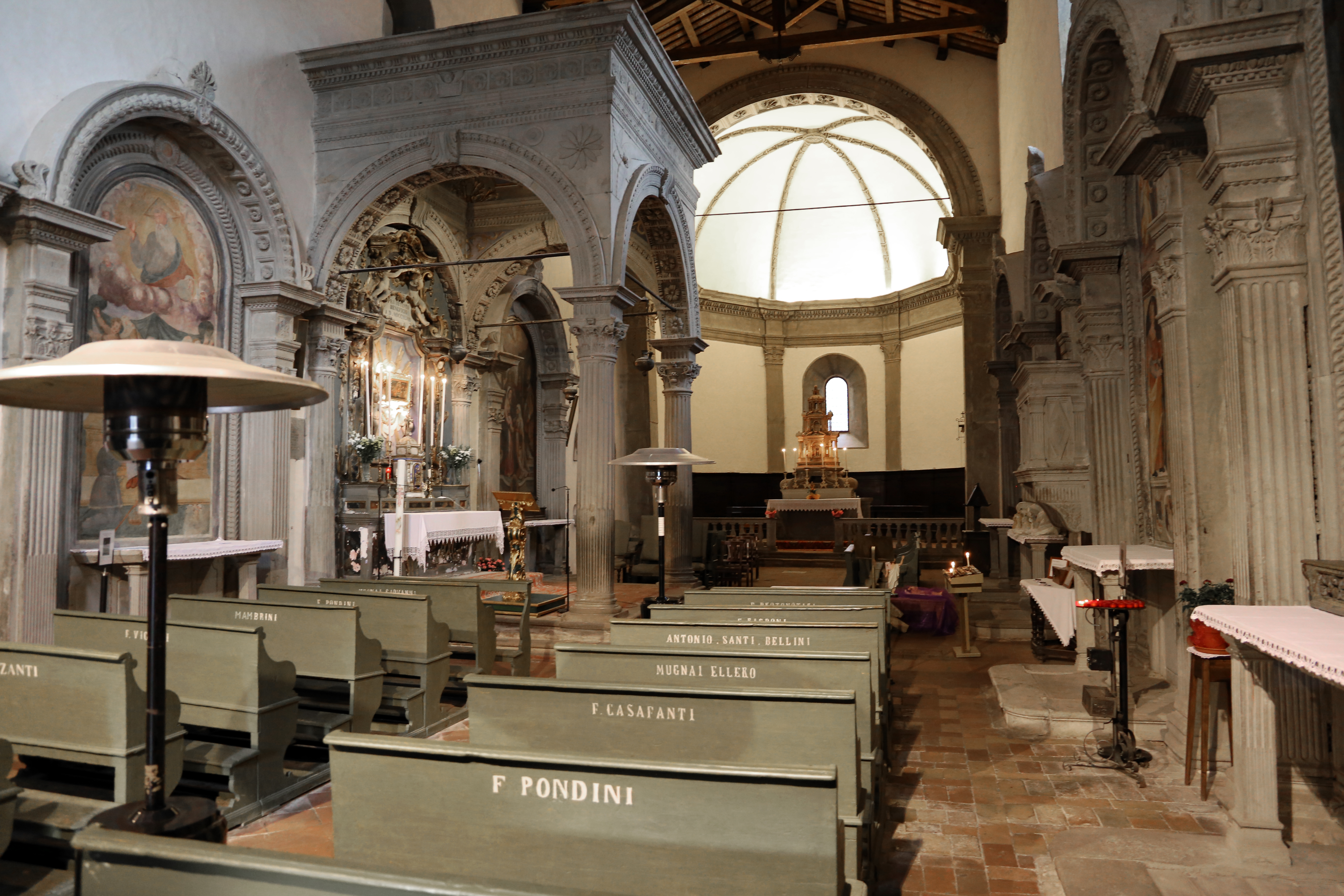
Interno con particolare del tempietto e dell'abside

L'interno, con soffitto a capriate lignee, presenta una struttura molto particolare: pur essendo infatti organizzato in una sola navata, ha al centro, addossato alla parete di sinistra, un tempietto che divide la chiesa, impedendo di fatto una visione libera dell'area presbiteriale. Questo tempietto serve per contenere l'immagine miracolosa della Madonna. La decorazione del tempietto originaria, ovvero quella cinquecentesca, è in linea con quella degli altri altari, impostata sulle forme corinzie e vegetali stilizzate con sobrietà classica. La tavoletta, invece, è inserita in un complesso altare barocco, con una decorazione ridondante con volute, raggi e putti che si estende nella parete di fondo e sulla cupola del tempietto. 

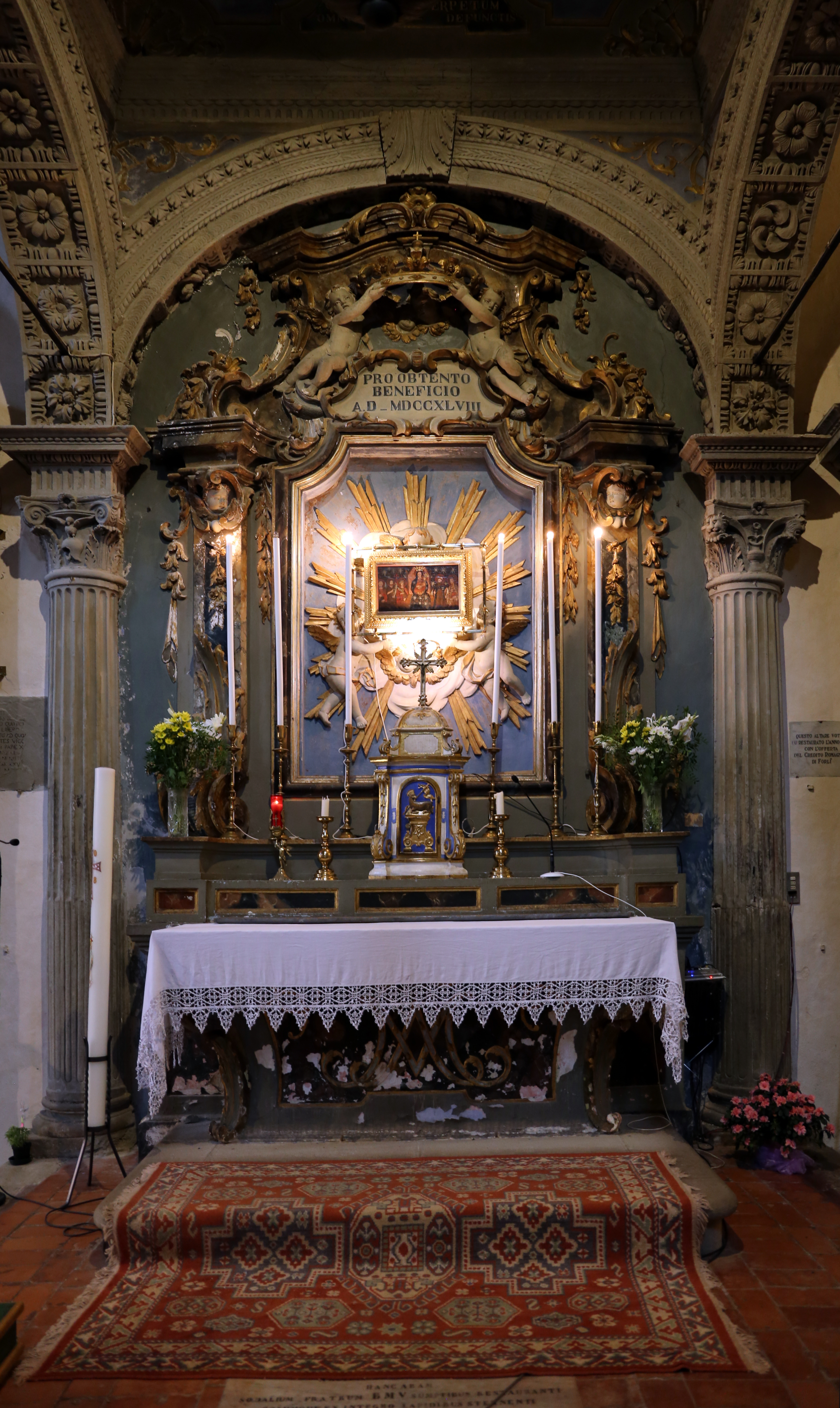
Interno dell'altare della Madonna con decorazioni barocche

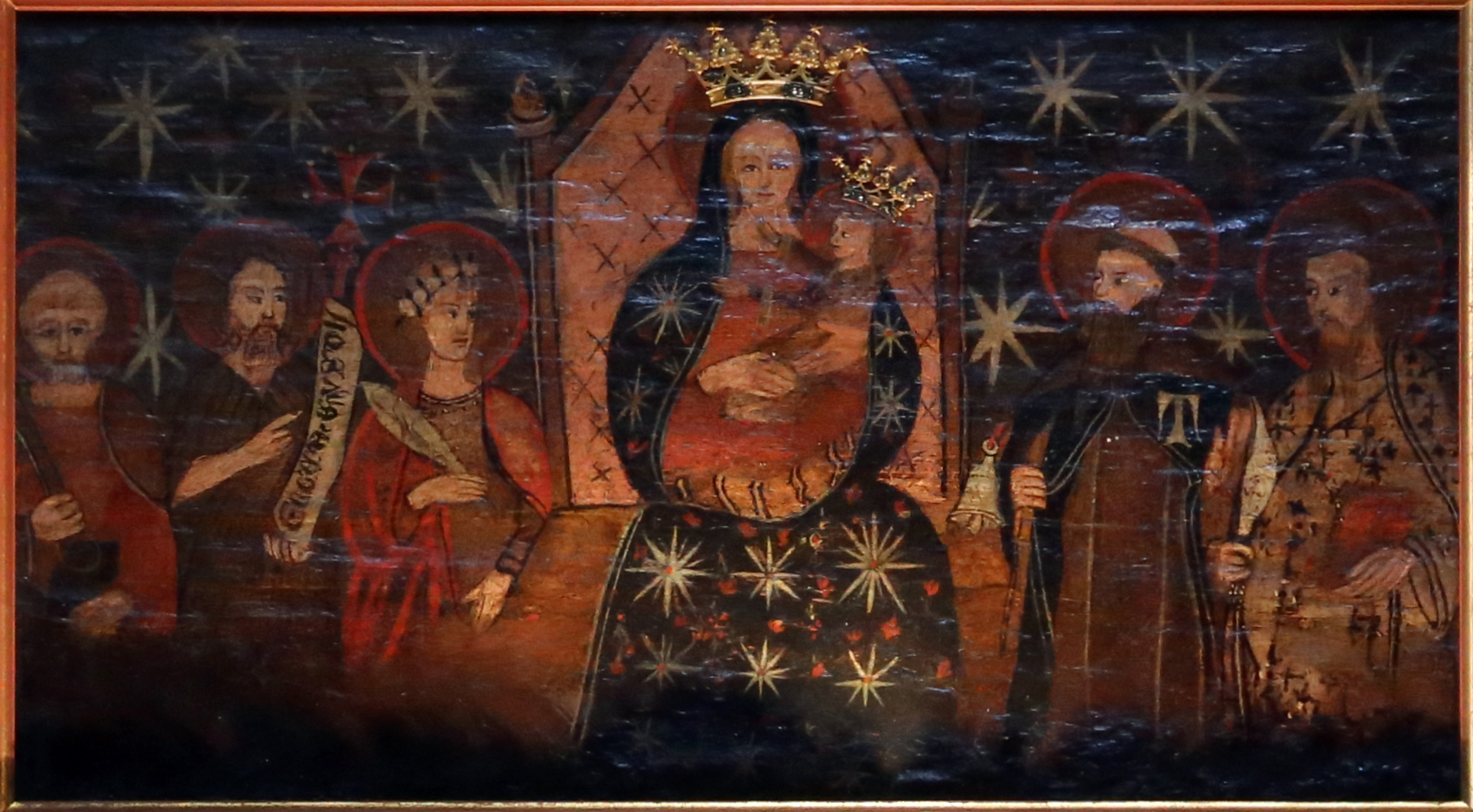
Immagine di Santa Maria dei Miracoli (XV secolo)

Questa decorazione, come ricorda un'iscrizione latina presente al suo interno, è stata voluta per una grazia nel 1748. La tavola quattrocentesca rappresenta Maria in trono con il Bambino in braccio che tende le mani verso di lei e cinque santi, di cui quello centrale a sinistra del quadro è San Giovanni Battista, identificato dagli attributi tipici e da un cartiglio. Tutti è decorato con un tema a stelle stilizzate, che compaiono sia nello sfondo sia sul manto di Maria. 
La navata termina in un'abside poligonale, con bicromia ottenuta mediante l'uso dello stucco bianco e della pietra grigia, scolpita con decorazioni classiche. Nel presbiterio, in cui è inserito un coro ligneo, l'elemento dominante è il grande tabernacolo. Questo, realizzato da Andrea Contucci detto il Sansovino nel XVI secolo, è alto 270 centimetri e si presenta come un edificio a tre piani, tutti corinzi, composto da elaborati elementi classici ed è collocato nel centro del presbiterio. Le pareti absidali dovevano presentare decorazione ad affresco, come dimostrano alcune tracce rinvenute nei restauri del 1897.
Gli altari laterali sono impostati sulla forma a edicola, anch’essi basati su forme classiche, con il motivo dell’arco decorato con elementi corinzi, rosette, festoni e intrecci. Sono in pietra grigia in modo da essere evidenti rispetto allo sfondo di intonaco più chiaro. Contengono opere d’arte commissionate da famiglie locali. Nella parete destra nel primo altare si trova una Deposizione di scuola vasariana. L'impostazione che prevede personaggi che stanno schiodando Cristo che si ergono al di sopra della croce, pose ardite e contrasti vibranti di colore si inserisce in ambito manierista di influsso toscano. Oltre ai personaggi tipici della deposizione (Giuseppe di Arimatea, Nicodemo, Maria e le Pie donne) si trovano anche un san Francesco in preghiera (riconoscibile dalle stimmate, dal saio e dalla tonsura) e, al disotto piccoli ed entro un clipeo, due gruppi di figure in preghiera, probabilmente appartenenti a confraternite, da una parte uomini incappucciati e dall'altra donne, ai due lati di una croce infissa su un teschio. Il clipeo è inserito in un complesso tassello decorativo con due putti simmetrici che cavalcano creature fantastiche su fondo nero.
Il secondo altare contiene un olio su tela (355x184) di Giuseppe Ghedini, datato 1597, che raffigura San Giuseppe da Copertino. Il santo vissuto nel Seicento, era francescano e molto devoto alla Vergine delle Grazie, da cui riteneva di aver ricevuto la guarigione da grave malattia in giovane età (per questo è presente nella chiesa un suo altare) e viene rappresentato nell'atto di levitare da terra, che è uno dei suoi elementi iconografici, insieme con il saio e la tonsura da frate. L'opera necessiterebbe di un restauro, dato che si presenta scura e strappata in alcuni punti.
Il terzo altare contiene un affresco (375x188) datato 1547, di ambito toscano, ma di cui non è stato identificato l'autore, che raffigura in tre riquadri tre episodi distinti. In alto, nella lunetta, si trova un'Annunciazione, nella parte centrale tre finti scomparti a tutto sesto in cui sono inseriti tre santi, Santa Caterina di Alessandria, San Giovanni Battista e Sant'Antonio Abate, mentre nella parte sottostante si trova un ovale con la decollazione del Battista raffigurata in modo piuttosto cruento con ai lati gli stemmi delle famiglie Angeloni a destra e Cagnani a sinistra.
Il quarto altare contiene un dipinto con un'Assunzione della Vergine fra i santi Vincenzo Ferrer e Marta di ambito centro italiano, mentre il quinto una Crocifissione del XVIII secolo di ambito tosco-romagnolo realizzato a olio su tela con dimensioni 370x185 centimetri.

Nella zona a sinistra il primo altare contiene un'Assunzione della Vergine di Matteo Confortini. Nel secondo è contenuta un'opera di Giuseppe Ghedini che rappresenta i Santi Agostino, Bonaventura e Chiara, con i tradizionali simboli a essi associati. Nel terzo altare si trova un affresco (380x190) della seconda metà del XVI secolo che rappresenta Maria in trono con Dio Padre in alto e un donatore inginocchiato. Segue il tempietto, oltre cui si trova un ultimo altare con la pala realizzata nel 1599 a olio su tela (323x177) da Jan Van der Straet, noto come Giovanni Stradano che raffigura la Visitazione con i santi Francesco e Ambrogio.

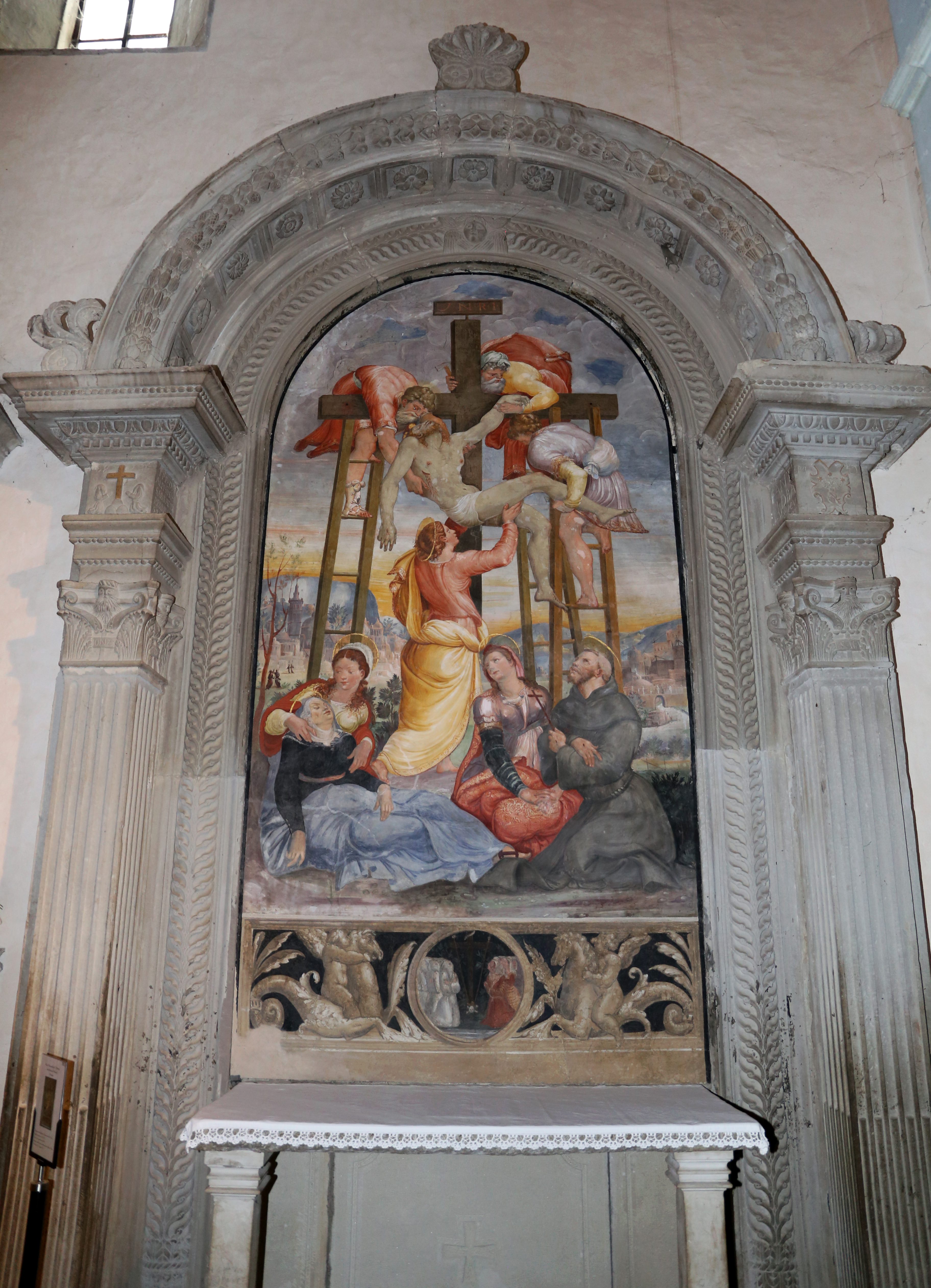
Primo altare a destra, Scuola vasariana, Deposizione
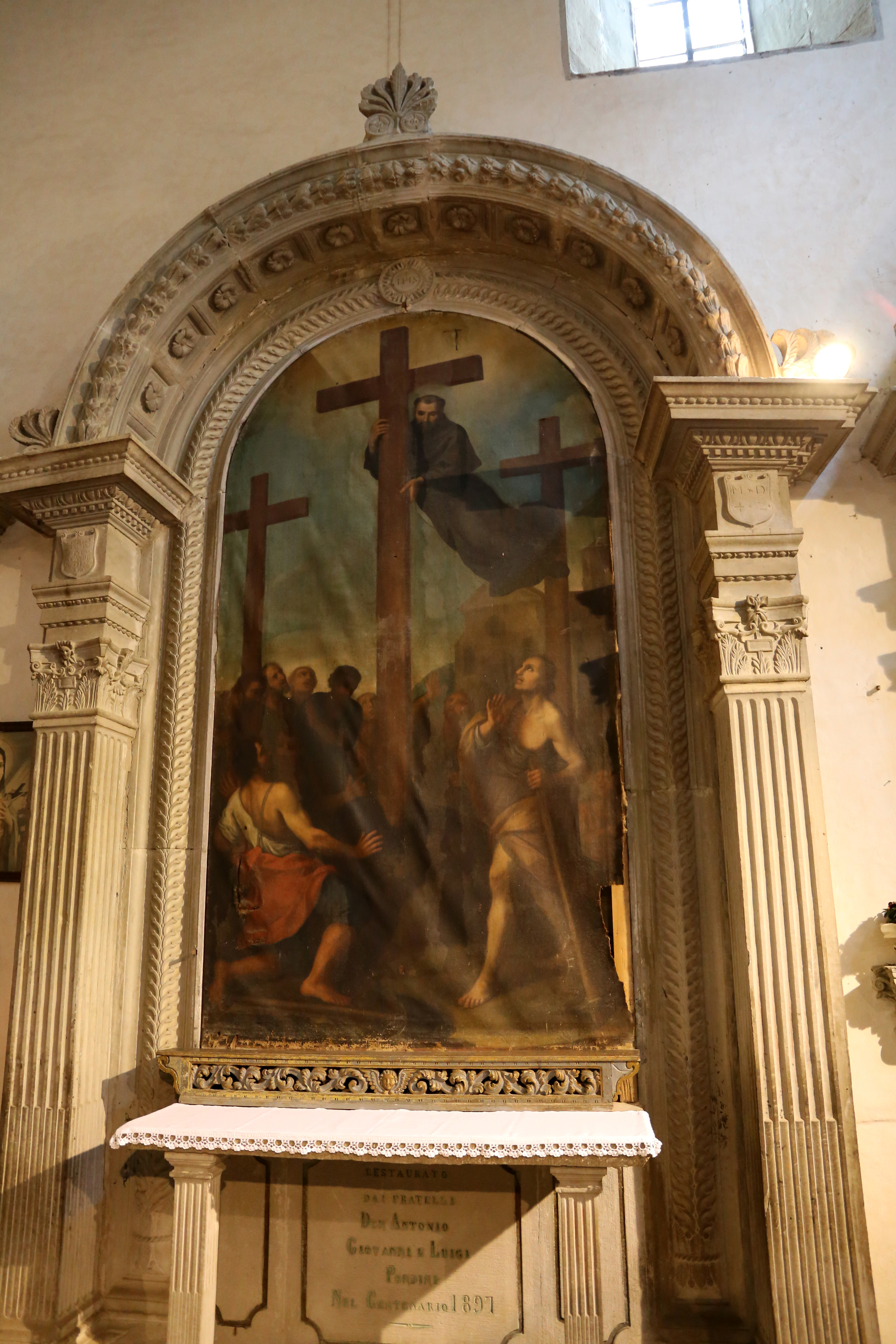
Secondo altare a destra, Giuseppe Ghedini, San Giuseppe da Copertino, 1597, olio su tela (355x184)
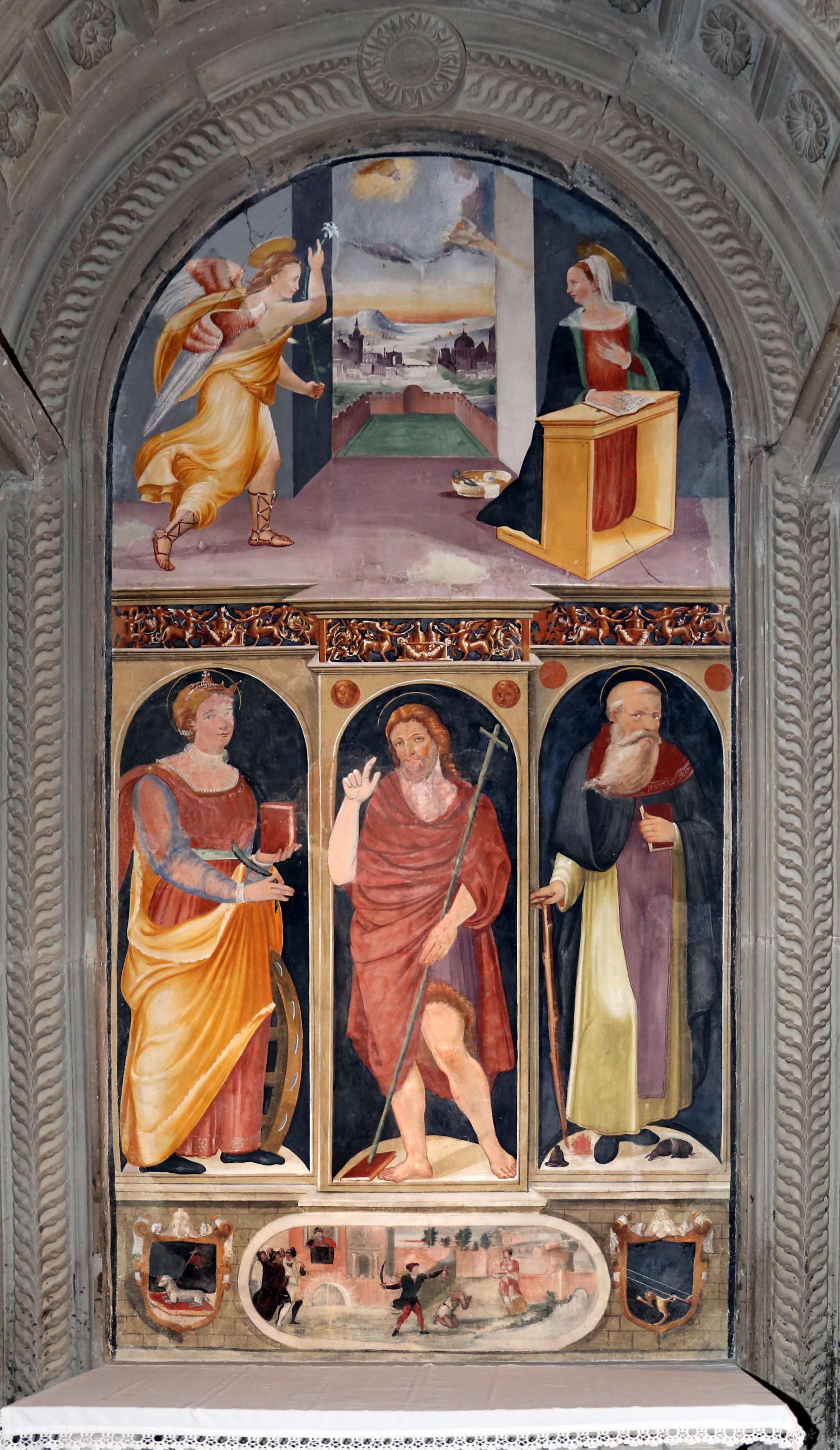
Terzo altare a destra, Ambito toscano, Annunciazione, Tre santi e scena di decapitazione, 1547, affresco, 375x188.
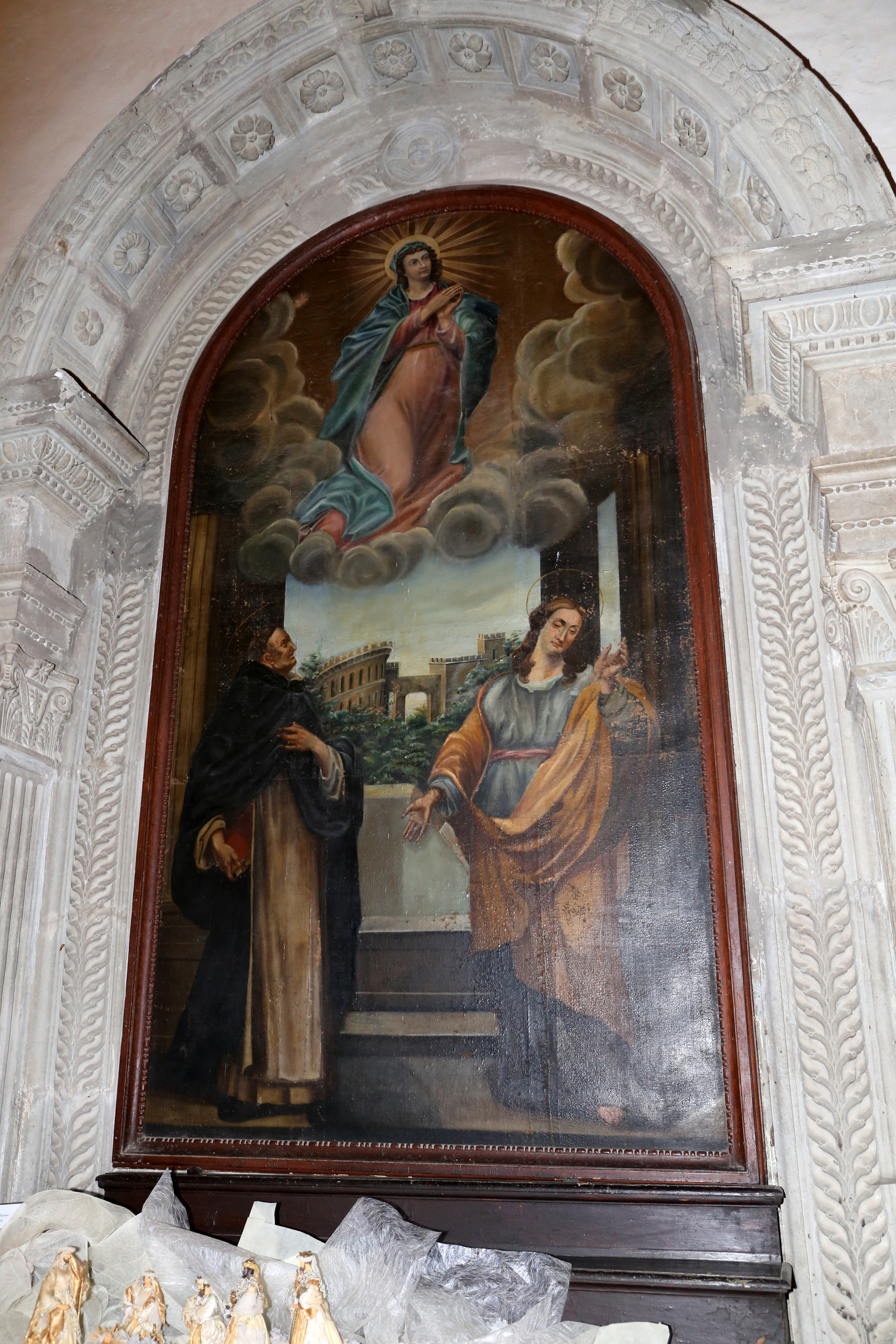
Quarto altare a destra, Assunzione della Vergine fra i santi Vincenzo Ferrer e Marta, prima metà del Settecento
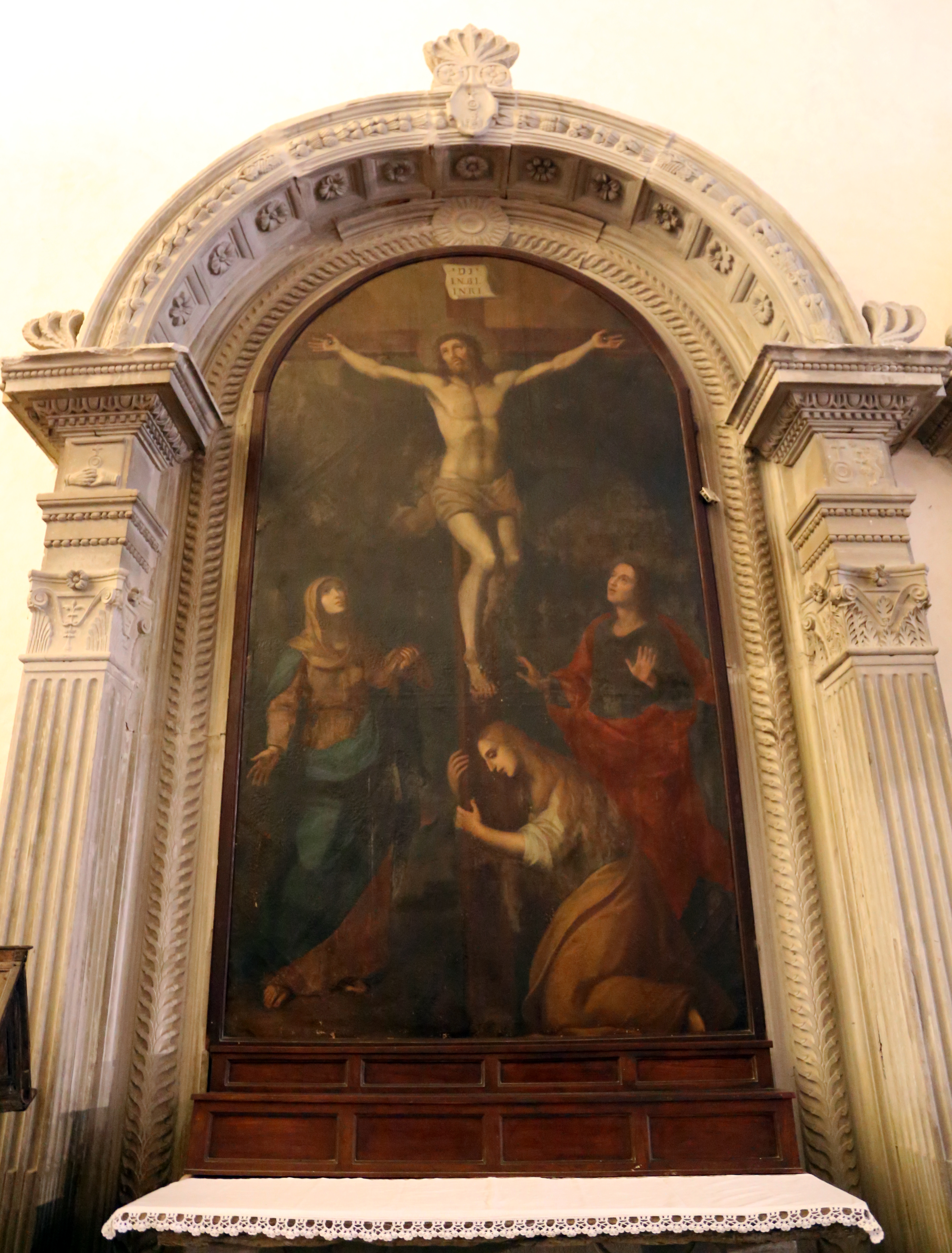
Quinto altare a destra, Crocifissione, XVIII secolo, olio su tela 370x185 centimetri.
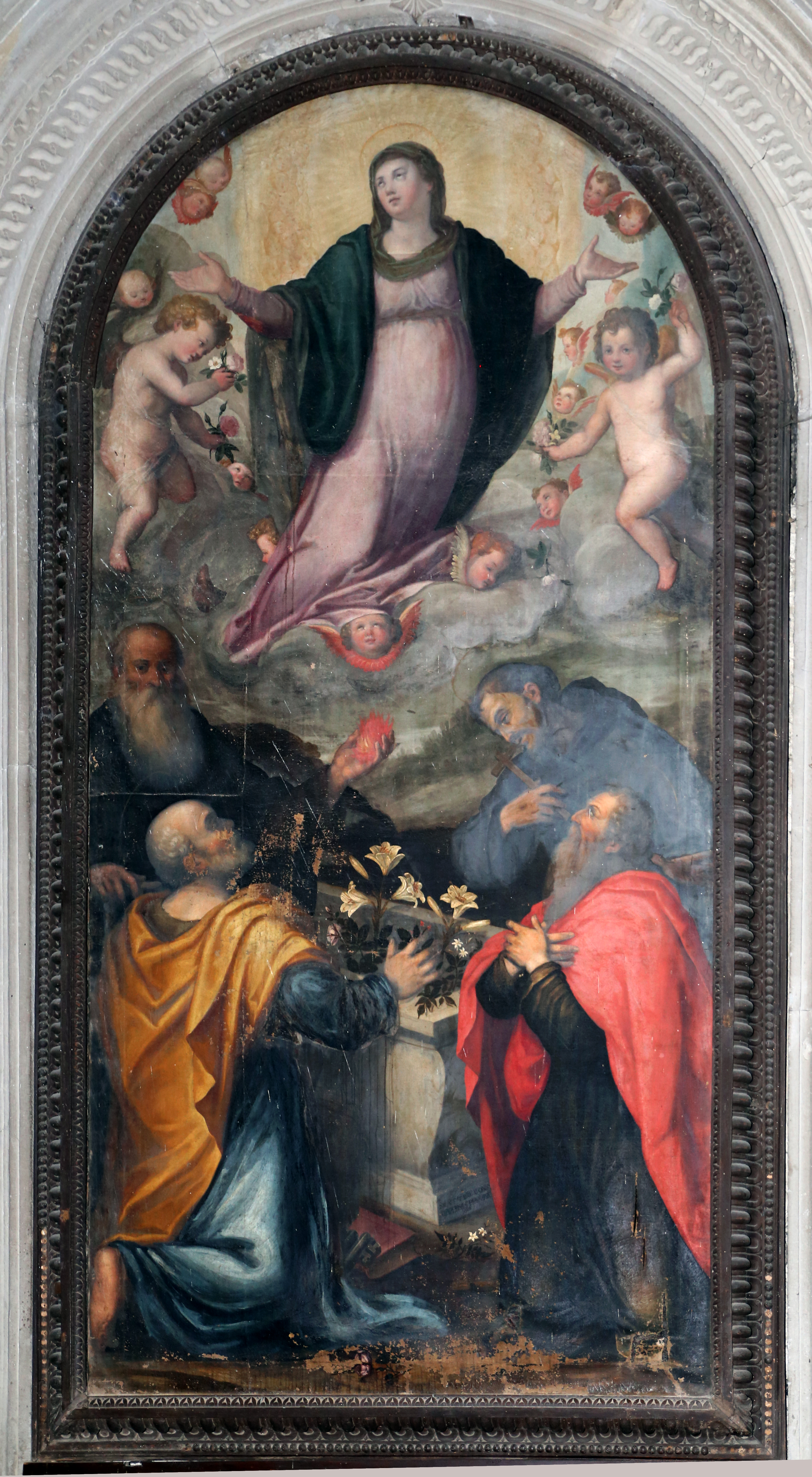
Primo altare a sinistra, Matteo Confortini, Assunzione della Vergine
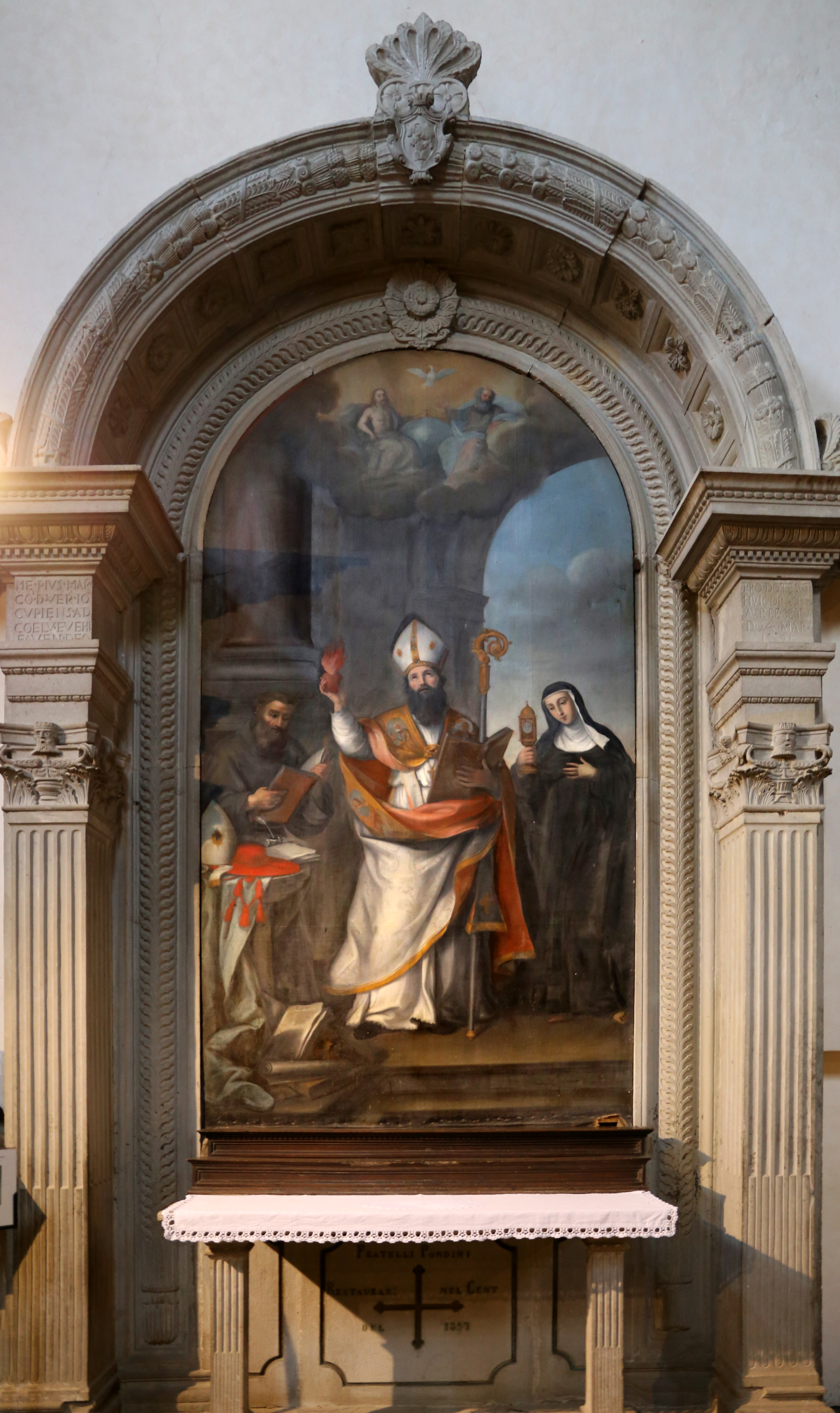
Secondo altare a sinistra, Giuseppe Ghedini, Santi Agostino, Bonaventura e Chiara, 1759
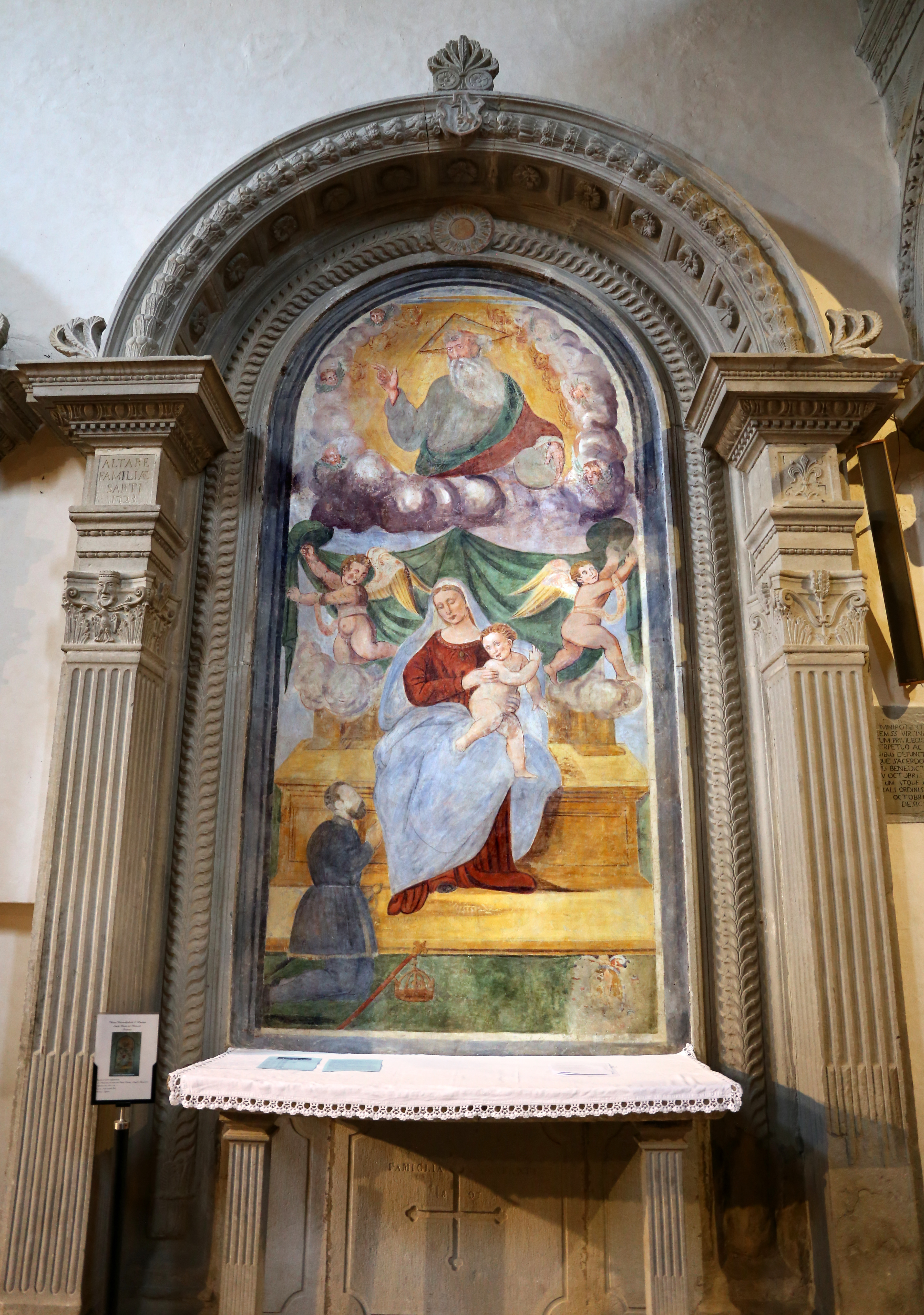
Terzo altare a sinistra, Maria in trono con Dio Padre in alto e un donatore inginocchiato affresco, 1550, 380x190
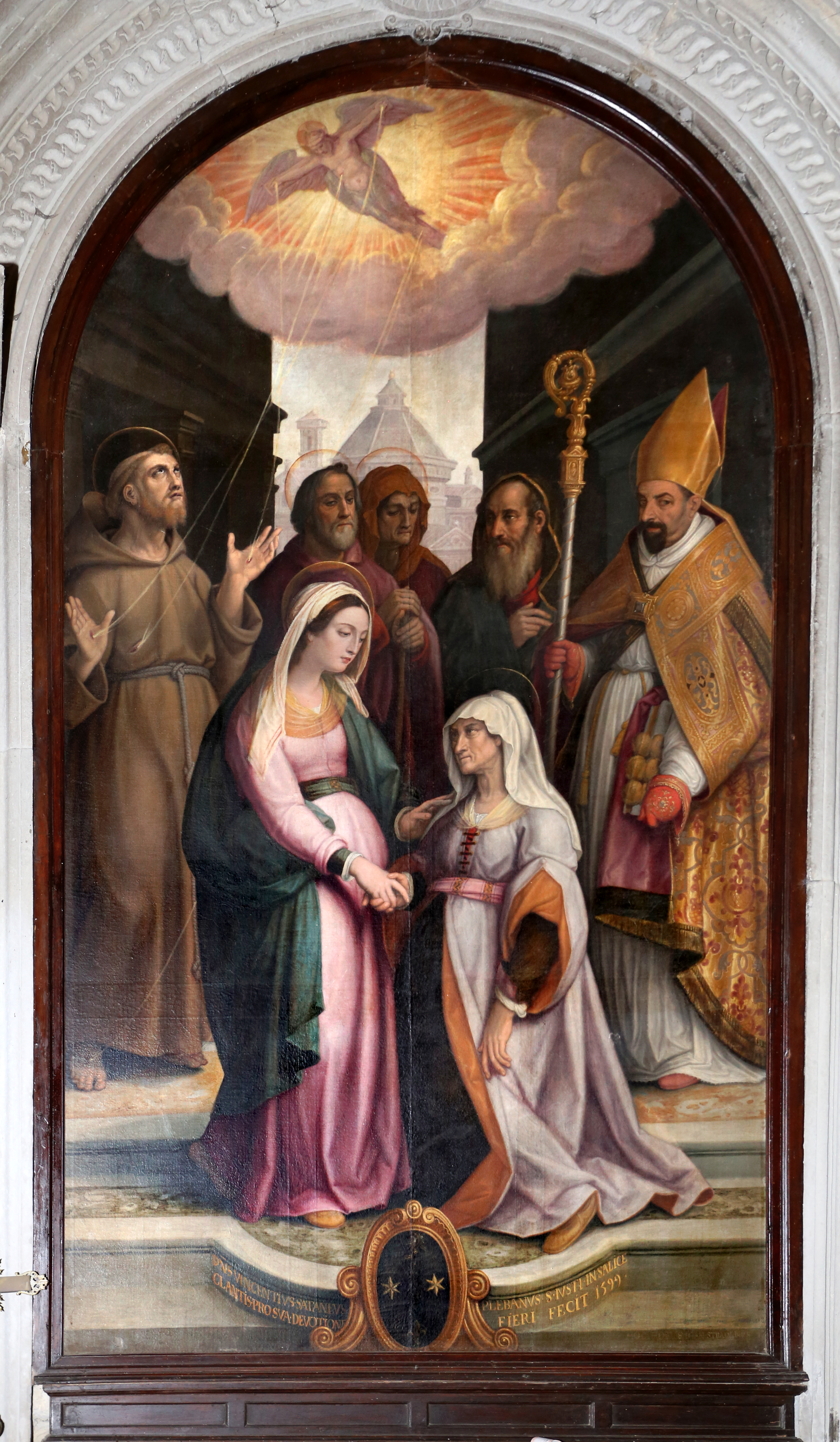
Quarto altare a sinistra, Giovanni Stradano, Visitazione, 1599, olio su tela, 323x177

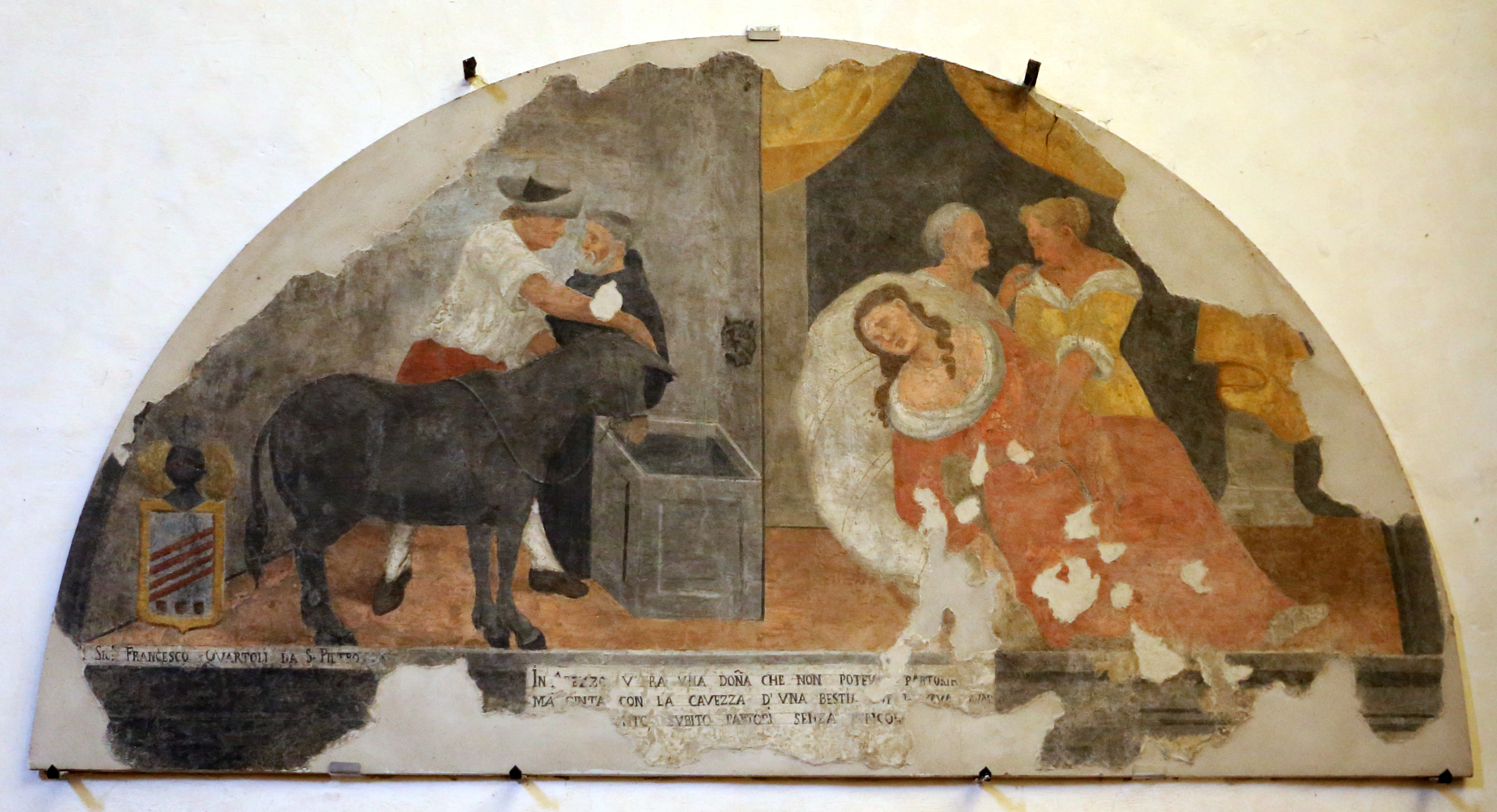
Affresco con il miracolo della partoriente (strappato dal chiostro)

Nel fondo, sia a sinistra che a destra della zona presbiteriale, si trovano due frammenti di lunetta pertinenti al perduto ciclo decorativo del chiostro del convento. A sinistra la lunetta è meglio conservata e raffigura il miracolo che vede una partoriente in difficoltà aiutata nel parto una volta cinta dalla cavezza di una cavalcatura. Si tratterebbe di un miracolo attribuito a Sant'Antonio da Padova. Di questa lunetta è conservata anche la sinopia presso il Museo Mambrini. Gli altri frammenti d'affresco sono molto parziali.

### Il chiostro

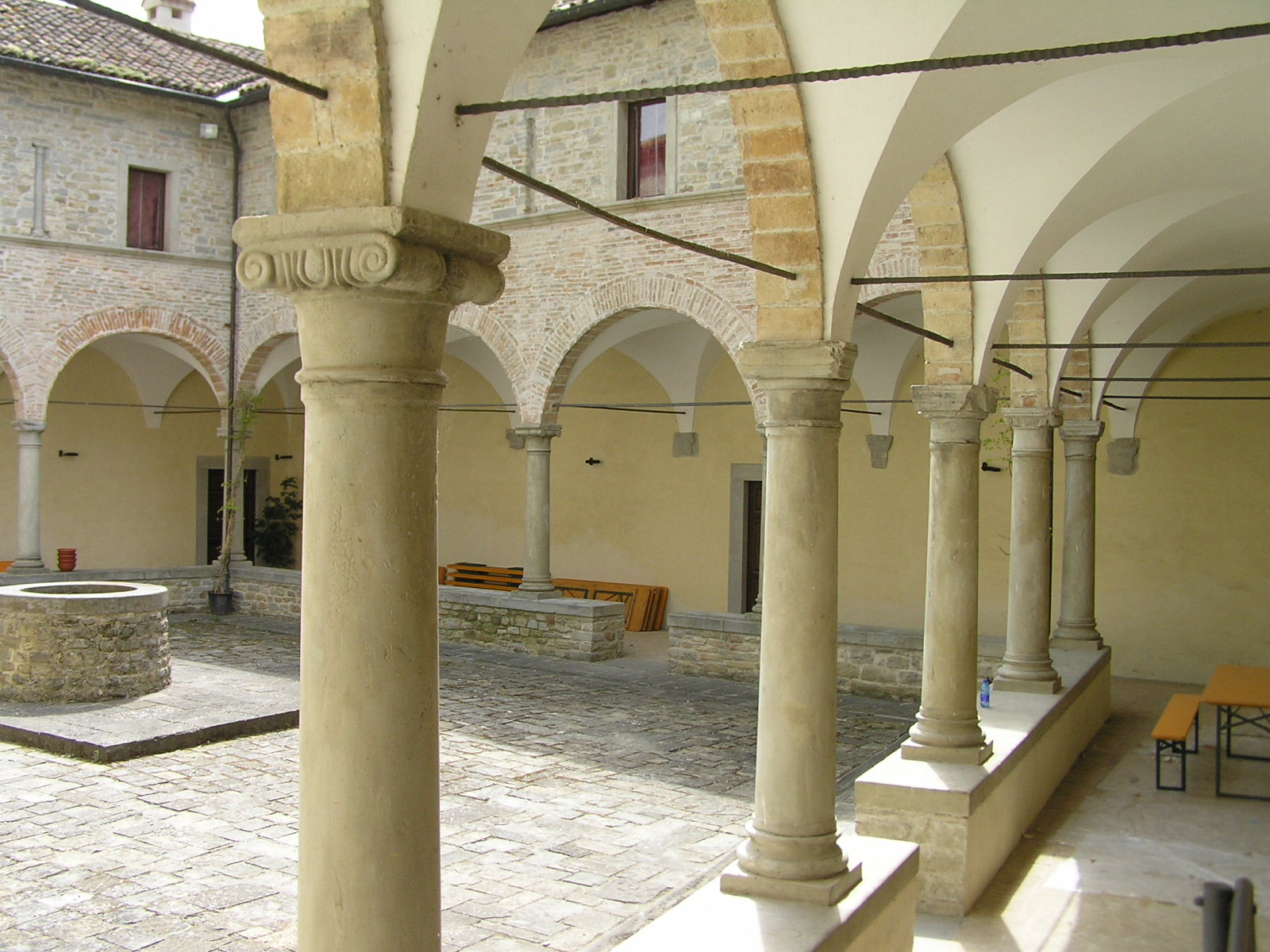
Chiostro

L'antico chiostro del convento è a due piani e si trova a est della chiesa, lungo la via principale del borgo. I prospetti sono composti da muratura di pietrame. Le finestre sono invece profilate in pietra arenaria e sono divise in due ordini. Un restauro negli anni '90 del Novecento ha liberato gli archi a tutto sesto del chiostro, prima chiusi da muratura grossolana, mettendo in evidenza l'armonia delle volte a crociera e delle colonne con capitelli scolpiti. Le lunette prevedevano un ciclo affrescato realizzato nel Seicento di cui restano solo poche tracce (oltre ai lacerti più consistenti conservati all'interno della chiesa e stemmi di donatori realizzati nel XVIII secolo. Al piano terra si affaccia su questo ambiente la sala capitolare, con soffitto ligneo a cassettoni, che con l'adattamento del convento a museo è divenuta sala conferenze.